# Jette Müller
Jette Müller (* 1. Oktober 2003 in Rostock) ist eine deutsche Wasserspringerin, die an den Schwimmweltmeisterschaften 2024 in Doha teilnahm.

## Leben und Karriere
2022 nahm Müller zum ersten Mal an Schwimmeuropameisterschaften der Erwachsenen teil. Dabei wurde sie vom 1-Meter-Brett Vierte. Im selben Jahr gab sie ihr Debüt bei Schwimmweltmeisterschaften. Sie errang in Budapest als jüngste Wasserspringerin des Wettbewerbs mit 18 Jahren 256,15 Punkte und den siebten Platz vom 1-Meter-Brett.
2023 wurde Müller deutsche Meisterin im 1-Meter-Sprungbrett. Im Juni desselben Jahres nahm sie auch an den Europaspielen in Polen teil und kam im 1-Meter-Sprungbrett auf Platz sieben.
Müller qualifizierte sich mit ihrer Teamkollegin Lena Hentschel für die Olympischen Sommerspiele 2024 in Paris, als sie während den Schwimmweltmeisterschaften in Doha 2024 beim 3-Meter-Synchronsprungbrett-Wettbewerb mit 273,93 Punkten den sechsten Platz erreichte. Vorher hatte sie beim Wettbewerb des 1-Meter-Sprungbretts mit 253,70 Punkten nur knapp die Bronzemedaille verpasst und den vierten Platz erreicht.
Bei den Wasserspringwettbewerben der Olympischen Sommerspiele 2024 kam Müller mit Lena Hentschel im 3-Meter-Synchronspringen mit 288,69 Punkten auf den sechsten Platz. und im 3-Meter-Kunstspringen auf Platz 20 mit 262,85 Punkten.
Für das Jahr 2023 erhielt Jette Müller die Auszeichnung Sportlerin des Jahres vom Landessportbund Mecklenburg-Vorpommern. Sie wird von Michail Sachiasvili trainiert.
2025 gewann Müller mit ihrer Partnerin Lena Hentschel beim 3-Meter-Synchronspringen der Europameisterschaften im Wasserspringen die Silber- und zwei Monate später bei den World University Games die Bronzemedaille. Bei den Weltmeisterschaften im Juli desselben Jahres erreichte sie als Teil des deutschen Teams im Mixed-Team-Wettbewerb 360,85 Punkte und kam auf Platz 8. und mit ihrer Partnerin Lena Hentschel im 3-Meter-Synchronsprungbrett-Wettbewerb mit 268,17 Punkten den sechsten Platz.
Jette Müller studiert an der TU Dresden Medienforschung und Sozialwissenschaften.